# Джек Лісовський
Джек Лісовський (англ. Jack Lisowski; нар. 25 червня 1991 року в м. Че́лтнем, Англія) - професійний англійський снукерист українського походження, який почав виступати в мейн-турі в сезоні 2010/11. Чвертьфіналіст відкритого чемпіонату Китаю 2013 року, фіналіст двох турнірів серії PTC та учасник основної стадії чемпіонату світу 2013 року.

## Біографія
Народився в місті Челтнем, в даний час проживає в Глостері. Дідусь Джека — виходець з України. У 2008 році у Джека діагностували лімфому Годжкіна, і він на цілий рік змушений був припинити заняття зі снукеру. Він зумів подолати серйозне захворювання і повернувся в серію PIOS. 23 лютого 2015 року Лісовський одружився зі своєю американською дівчиною Джеймі Лівінгстон у Челентемі, Англія. Під час одного інтерв'ю коментатор Eurosport Пшемек Крук запитав снукериста про походження його прізвища, на що той відповів: «Очевидним є факт що, живучи в Англії з прізвищем Лісовський, це змушує мене виділятися. Людям часто важко вимовити його і це, як правило, є хорошою нагодою для початку розмови. Моя сім'я не дуже впевнена свого точного походження. Мій дідусь був українцем але мені постійно говорять про те, що в мене польське ім'я. Одного дня я хотів би зайнятися цим питанням і з'ясувати точно звідки походить моє коріння.»

## Любительська кар'єра
У 2007 році в червневому юнацькому турнірі Джек посів друге місце, програвши в фіналі з Мітчелом Манном.
У сезоні 2008/2009 він закінчив другий у шостому турнірі Міжнародної відкритої серії, програвши у фіналі з Сяо Гудонгом. Остаточно, в рейтингу PIOS в кінці сезону він зайняв 23 місце.
У 2009 році йому було присвоєно стипендію Paul Hunter Scholarship, що дало йому можливість тренуватись в Світовій Академії Снукеру у Шеффілді.
У сезоні 2009/2010 він виграв перший і восьмий турніри з циклу International Open Series, що у підсумку дало йому можливість в кінці сезону зайняти перше місце в рейтингу PIOS.

## Професійна кар'єра

### Сезон 2010/2011
У відбірковому турнірі "Shanghai Masters 2010" Джек програв у першому раунді з Джеймсом Мак-Бейном 3:5.
Згодом, в лютому 2011 Джек вперше вийшов у фінальну стадію рейтингового турніру German Masters, і повторив це досягнення на Welsh Open. На чемпіонаті світу він програв в передостанньому раунді кваліфікацій Стіву Девісу 9:10. Кваліфікація до "Welsh Open 2011" пройшла без серйозних проблем. Завдяки своїй позиції в рейтингу Лісовський зміг розпочати турнір одразу з другого туру кваліфікацій. Спочатку він переміг Ліама Хайфілда (4:1), щоб у наступному матчі ще легше упоратися з досвідченим Фергалом О'Брайеном (4:0). Проблема з'явилася в останньому турі, разом з тривалим і важким поєдинком з Мартіном Гулдом, який у останньому фреймі розв'язав його на свою користь.
В головній фазі він зіткнувся з найкращим гравцем останніх років Джоном Хіггінсом. Суперник Лісовського не очікував такої складної дуелі. Як і в останньому поєдинку, в кваліфікаціях потрібно було взяти щонайменше 7 фреймів, і зовсім мало бракувало, щоб шотландець програв цей матч. Останній результат: 4:3 для Хіггінса.
Кращий виступ в сезоні 2010/2011 Лісовський зарахував під час третьої серії турніру Players Championship Tour, де він виграв шість послідовних поєдинків, в тому числі, здобув цінну перемогу над Марком Селбі, після чого поступився у фіналі Томові Фордові 0:4. Але при цьому заробив 1600 рейтингових очок і приз 5000 £. Це були його перші призові в професійному турі.
За підсумками сезону, на початку травня 2011 року, Лісовський зайняв 52-е місце в рейтингу і був названий «новачком року» в головному турі.